# Vila Radany Grégrové
Vila Radany Grégrové je rodinná vila v Praze 10-Vinohradech v ulici Chorvatská. Od 6. srpna 1990 je chráněna jako nemovitá kulturní památka České republiky.

## Historie
Puristická vila z roku 1924 vznikla podle projektu architekta Kamila Roškota a pro Radanu Grégrovou ji postavil stavitel František Strnad. Jde o rané dílo předního architekta české moderny. Již v roce 1925 byly provedeny stavební úpravy, byla přistavěna garáž, zvednuta střecha pro vestavění podkroví a pásy z režných cihel doplnily původně hladkou fasádu.

## Popis
Dvoupatrový dům na obdélném půdorysu má na jižním a východním průčelí kubické odstupňované hmoty. Fasádu horizontálně rytmizují balkony a pásy omítaného a režného zdiva. Směrem do ulice je představený kubický pavilon se vstupem a garáže. Vila má obytné podkroví a částečně i suterén.
Při vchodu do domu je situováno schodiště na půdorysu poloviční stlačené elipsy. Suterén zaplňují kanceláře. Ke čtvercové hale v přízemí ze stran přiléhají jídelna, kuchyň a pracovna. Plochá střecha nad pracovnou tvoří v 1. patře terasu. První patro zabírá třípokojový byt, podkroví garsoniéra.
Zahrada zčásti spočívá na navýšené terase, která vyrovnává sklon terénu. Je obehnána oplocením s režnými pilířky, kamennou nebo zděnou podezdívkou z šedých cihel a s dřevěnými výplněmi.